# David López García
|  | Per a altres significats, vegeu «David López». |

David López García (Barakaldo, 13 de maig de 1981) és un ciclista basc, ja retirat, que fou professional entre el 2003 i el 2018. Durant la seva carrera va córrer als equips Café Baqué, Euskaltel–Euskadi, Movistar Team i Team Sky.
En el seu palmarès destaca una victòria d'etapa a la Volta a Espanya de 2010.

## Palmarès
- 2007
  - Vencedor d'una etapa de la Volta a Alemanya
  - Vencedor de la classificació de la muntanya de l'Euskal Bizikleta
- 2010
  - Vencedor d'una etapa de la Volta a Espanya
- 2013
  - Vencedor d'una etapa a l'Eneco Tour

### Resultats a la Volta a Espanya
- 2005. 75è de la classificació general
- 2007. 14è de la classificació general
- 2009. 42è de la classificació general
- 2010. 42è de la classificació general. Vencedor d'una etapa
- 2011. Abandona (17a etapa)
- 2016. 60è de la classificació general
- 2017. 66è de la classificació general

### Resultats al Tour de França
- 2008. 51è de la classificació general
- 2013. 127è de la classificació general
- 2014. 105è de la classificació general

### Resultats al Giro d'Itàlia
- 2005. Abandona (7a etapa)
- 2006. 40è de la classificació general
- 2009. Abandona (20a etapa)
- 2016. 69è de la classificació general